# Kepez Belediyespor
Kepez Belediyesi Spor Kulübü (of simpelweg Kepez Belediyespor) is een sportclub opgericht in het gelijknamige stad Kepez, een gemeente in de provincie Antalya, Turkije. De clubkleuren zijn wit en blauw, en de voorzitter van de club is Erdal Öner. De club heeft hedendaags een basketbal-, voetbal-, taekwondo-, tai chi-, karate-, tennis-, worstel-, boks-, bowling- en aerobicsbranche.
De basketbalbranche van Kepez Belediyespor is de bekendste branche van de club. De club speelde vanaf 2007 tot en met 2010 in de hoogste Turkse basketbaldivisie, de Türkiye Basketbol Ligi. In 2010 eindigde Kepez daar uiteindelijk op een 15de plaats en degradeerde zo terug naar het TB2L.